# Куйтим Спахивогли
Куйтим Спахивогли (алб.  Kujtim Spahivogli; 30 июля 1932, Люшня, Албания — 7 июля 1987, Тирана) — албанский режиссёр, актёр, драматург, педагог. Театральный деятель. Народный артист Албании (алб. «Artist i Popullit», 1984).

## Биография
В 1956 году, окончив актерский факультет московского ГИТИСа, вернулся в Албанию, где стал актёром Народного театра (ныне Национальный театр Албании). Дебютировал на сцене в роли Ф. Дзержинского в пьесе «Кремлёвские куранты» Н. Погодина.
Играл, в основном, в спектаклях албанских авторов «Majlinda», «Në anën tjetër», «Dragoi i Dragobisë», исполнил главную роль в «Гамлете» Шекспира.
Работал режиссёром в Национальном театре, был преподавателем и деканом театрального факультета Университета искусств Албании в Тиране.
В 1964 году — один из основателей и режиссёр театра им. Петра Марко во Влёре. С 1966 года снимался в кино. Сыграл одну из главных ролей в фильме «Oshëtime në bregdet».
Автор стихов, статей и очерков. Драматург, его драма «Një shok i klasës sonë» имела большой успех.
В 1973 году был уволен из театра по политическим мотивам, и вместе с семьей интернирован недалеко от Фиери. Одной из причин увольнения была постановка им сатирической пьесы «Баня» В. Маяковского, которая была негативно принята партийными властями. Работал в деревнях, затем в мелиоративной компании в Фиере.

## Память
- В 1990-х годах власти Албании посмертно удостоили Куйтим Спахивогли звания Народный артист Албании.
- Имя актёра присвоено Национальному экспериментальному театру в Тиране.